# Foster Bastious
Foster Bastious (ur. 20 lutego 1975) – ghański piłkarz występujący na pozycji obrońcy.

## Kariera klubowa
Bastious karierę rozpoczynał w 1994 roku w zespole Ebusua Dwarfs. Po dwóch latach spędzonych w tym klubie, odszedł do Liberty Professionals. Pół roku później, na początku 1997 został graczem greckiej Kalamaty z Alpha Ethniki. Przez 1,5 roku rozegrał tam 29 ligowych spotkań. W 1999 roku wrócił do Liberty Professionals, gdzie grał do 2002 roku.

## Kariera reprezentacyjna
W reprezentacji Ghany Bastious zadebiutował w 1996 roku. W 1998 roku został powołany do kadry na Puchar Narodów Afryki. Nie zagrał jednak na nim w żadnym meczu, a Ghana zakończyła turniej na fazie grupowej.
W latach 1996–1999 w drużynie narodowej rozegrał łącznie 15 spotkań.